# Silikagel

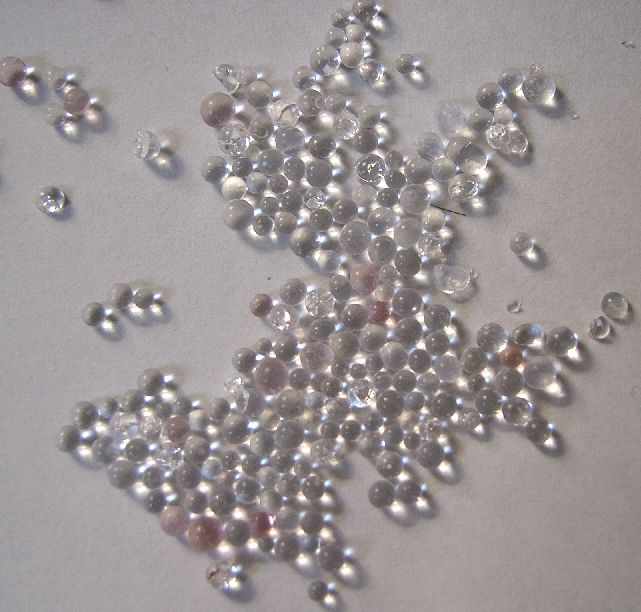
Silikagel

Silikagel (anglicky silica gel) je granulovitá, pórovitá forma oxidu křemičitého (SiO2) vyráběná synteticky z křemičitanu sodného. Je vysoce porézní, kolem 800 m2/g, což mu umožňuje snadno adsorbovat vodu. Silikagel se používá jako pohlcovač vlhkosti (desikant) např. při sušení bioplynu a může snížit relativní vlhkost uzavřeného systému až na 40 %.[zdroj?] Po nasycení vodou může být mnohokrát regenerován (vysušen) ohřátím na 120–150 °C po dobu 1–2 hodin. Silikagel je netoxický, nehořlavý a chemicky vysoce inertní. Někdy je silikagel dodáván s příměsí indikátoru vlhkosti, který změní barvu poté, když je silikagel vlhký. Nejběžnějším indikátorem vlhkosti je chlorid kobaltnatý. Běžný silikagel pojme množství vody odpovídající přibližně 20 % jeho hmotnosti.
Silikagel se sice dá použít jako adsorpční materiál při odstraňování CO2 z bioplynu, nicméně na základě dalších testů se ukázal pro adsorpci CO2 jako nevhodný. Využívá se také jako insekticid.

## Možnost záměny
V podobných sáčcích, jako je dodáván silikagel pro pohlcování vlhkosti, je například do kořenících přípravků umisťován sáček s absorbérem kyslíku, který slouží pro zamezení oxidace a tím znehodnocení potraviny (ztráta aroma, struktury, chuti a mikroorganismy). Sáček s absorbérem kyslíku obsahuje dva až tři gramy černých či červenohnědých krystalků obsahujících železo nebo jeho sloučeniny a je magnetický (drží na něm magnet). Je přidáván například k sušenému masu, granulím pro psy, ovoci, sýrům, ořechům nebo pečivu. Může být toxický pro děti do váhy deset kilogramů nebo pro domácí mazlíčky.